# Andreas Ottosson
Andreas Ottosson (28 agosto 1971) è un ex calciatore svedese, di ruolo attaccante.

## Carriera

### Giocatore

#### Club
Ottosson cominciò la carriera con la maglia del Karlshamn, per poi passare all'Öster. Fu poi ingaggiato dai norvegesi del Tromsø, per cui esordì nella Tippeligaen il 10 aprile 1999, nella sconfitta per 4-0 contro il Molde. Il 18 aprile arrivarono le prime reti, con una doppietta nel 5-0 inflitto al Brann.
L'anno seguente passò allo Start, per cui debuttò il 9 aprile 2000, nella sconfitta per 4-2 contro il Bryne. Il 16 aprile realizzò il primo gol, nel pareggio per 1-1 contro il Moss. Giocò poi nuovamente all'Öster e in seguito al Värnamo e all'Hässleholm.

### Allenatore
Nel 2009 diventò l'allenatore dell'Öster.